# Отре ле Гре
Отре ле Гре (фр. Autrey-lès-Gray) насеље је и општина у источној Француској у региону Франш-Конте, у департману Горња Саона која припада префектури Везул.
По подацима из 2011. године у општини је живело 449 становника, а густина насељености је износила 13,86 становника/km². Општина се простире на површини од 32,4 km². Налази се на средњој надморској висини од 210 метара (максималној 254 m, а минималној 192 m).

## Демографија
| 1962. | 1968. | 1975. | 1982. | 1990. | 1999. | 2011. |
| ----- | ----- | ----- | ----- | ----- | ----- | ----- |
| 533   | 509   | 500   | 482   | 505   | 497   | 449   |

График промене броја становника у току последњих година